# Belfast Telegraph
Belfast Telegraph («Белфаст Телеграф») — ежедневная газета, которая выходит в Белфасте, Северная Ирландия под контролем издательства Independent News & Media. Была основана в 1870 году.

## История
Первый тираж газеты под названием Belfast Evening Telegraph вышел 1 сентября 1870 года. Его выпустили братья Уильям Бэрж и Джордж Бэрд. Первое издание газеты стоило половину пенни и состояло из четырёх страниц, на которых освещались события франко-прусской войны и местные новости.
Конкурентами газеты традиционно являются The News Letter и The Irish News, а также местные издания лондонских газет.
До 19 февраля 2005 года Belfast Telegraph была широкоформатной газетой (англ. broadsheet), после чего стала компактной (англ. compact).
В 2015 году редакторы Belfast Telegraph запустили новый журнал под названием Family Life.
В настоящее время газета выпускается в двух вариантах: Belfast Telegraph и North West Telegraph (последний вариант газеты распространяется в Дерри). В последние годы тираж газеты сильно сократился: со 109 тысяч в 2002 году до 36 тысяч в 2017 году.

## Награды
Belfast Telegraph была признана лучшей региональной газетой Великобритании в 2012 году на церемонии наград Сообщества редакторов региональной прессы (Society of Editors  Regional Press Awards). Газета была отмечена за «сильный, чистый дизайн, превосходные фотографии и внушительный внешний вид», что в целом делало её «превосходным чтением».